# Ugróc
Ugróc település Romániában, Szilágy megyében.

## Fekvése
Csákigorbótól délre, Drág, Kisesküllő és Almásdál közt fekvő település.
Ugróc 1345 előtt a Zsombor nemzetséghez tartozó Lőrinc fia István birtoka volt.
Nevét 1345-ben említették először az oklevelek Wgruch néven, ekkor Sombori Brassai János és Jakab birtokának írták.
1463-ban ösi birtokrészét Ugrocz felét Iklódi Mártonnak adta zálogba.
1473-ban Sombori Péter a falu határában levő halastavának felét, mely ősi birtoka volt özvegy Sombori Lászlóné Somkeréki Erdélyi Potenciának  engedte át, és még ez év végén Ugróc nevű egész birtokát Esküllői Eördög Simonnak engedte át.
1482-ben Sólyomkői idősebb Eördögh Simon birtoka volt, 1502-ben Esküllői Eördögh Benedek is részbirtokos volt itt.
1523-ban Valkai András anyai nagyapjának Szentpáli Andrásnak birtoka volt, aki Ugrócot Ördög Ferenccel cserélte el Esküllőért, 1524-ben is részbirtokosnak írták a településen.
1555-ben Valkay Miklós Eördög Ferenc nevében is tiltotta Kendy Mihályt és Antalt birtokrészeik elidegenítésétől.
1602 előtt Ugrócz Sombori Farkas birtoka volt, de 1602-ben Básta György generális és Kövendi Székely Mihály tiszántúli kapitány több faluval együtt Trogeri Lodi Simonnak adták érdemei jutalmául.
1910-ben 706 lakosa volt, ebből 23 német, 683 román,  melyből 634 görögkatolikus, 49 görögkeleti ortodox, 23 izraelita volt.
A trianoni békeszerződés előtt Kolozs vármegye Hidalmási járásához tartozott.